# Ilmola
Ilmola (finska: Ilmajoki) grundades 1865 och är en kommun i landskapet Södra Österbotten i Finland. Kommunen har 12 165 invånare och en yta på 579,79 km², varav 2,89 km² är vattendrag. Befolkningstätheten är 20,2 invånare/km². Ilmola är enspråkigt finskt. Grannkommunerna är Storkyro, Kurikka, Laihela och Seinäjoki.
Landskapet och naturen i den f.d. moderkommunen Ilmola består av österbottniska slättlandskap. Strandmarkerna vid Kyro älv, Södra Österbottens största älv som rinner genom Ilmola, är finska kornbodar. Kyro älv har utsetts till ett av Finlands nationallandskap. 
En femtedel av invånarna i Ilmola är under 14 år. Invånarantalet har ökat med ca 700 personer de senaste tio åren [8] Ilmola kommun har den lägsta skattesatsen (20,25 %) av alla kommuner i Södra Österbotten (genomsnittet i Södra Österbotten är 21,23 %) [9]. Produktionen av förnybar el är större än förbrukningen av el i Ilmola.

## Historia
Ilmola har i likhet med många andra sydösterbottniska kommuner ursprungligen tillhört den stora moderkommunen Storkyro eller med ett äldre namn Kyrobominne. Ilmolas kapellförsamling bildades under moderkommunen 1516 och kom att omfatta ett hundratal hemman i dagens regioner Alavo, Jalasjärvi, Kauhajoki, Kurikka, Peräseinäjoki och Seinäjoki. År 1532 blev Ilmola en självständig kyrksocken. I praktiken skildes Ilmola från Kyrö troligen först under 1550-talet. Det första tinget hölls i Ilmola 1554. Ilmola blev en egen förvaltningssocken senast 1571, då den första noteringen om en egen länsman i Ilmola återfinns.
En stark export vara från Ilmola var tjära som exporterades i stora mängder till bland annat Preussen till följd av deras stora skogsavverkning. Mellan åren 1556-1562 noteras enbart 10 tunnor tjära från Österbotten. År 1580 var det uppe i 624 tunnor tjära och runt 1600 var det över 4000 tunnor.
Senare har Alavo, Jalasjärvi, Kauhajoki, Kurikka, Peräseinäjoki och Seinäjoki brutit sig loss från Stor-Ilmola. Ilmola kommun inledde sin verksamhet 1867, då kommunförvaltningen skildes från församlingen till följd av 1865 års kommunalförfattning.
Jaakko Ilkka, ledaren för bönderna under Klubbekriget 1596–1597, kom från Ilmola, och i februari 1597 inträffade det till kriget knutna slaget vid Santavuori på orten.
Ilmola har också flera äkta österbottenshus i 1,5 eller 2 våningar. Golvuret könninkello, som tillverkades i Ilmola, och koncentrationen av vagnsmeder i Nopankylä förtäljer om Ilmolas långa byggnads- och planeringstraditioner.

### Administrativ historik
1 januari 2005 överfördes ett område med 243 invånare till Seinäjoki.

## Politik

### Mandatfördelning i Ilmola kommun, valen 1976–2021
| 2 | 7 |  |  | 13 | 11 |

|  | 7 |  | 15 | 11 |

|  | 7 | 2 | 15 | 10 |

| 7 |  | 16 |  | 10 |

| 8 | 2 | 14 | 2 | 9 |

| 7 | 2 | 15 | 2 | 9 |

| 6 |  | 2 | 18 |  | 7 |

| 6 | 3 | 17 |  | 8 |

| 27 | 8 |

| 6 | 5 | 13 | 2 | 9 |

| 24 | 11 |

| 6 | 6 | 13 | 2 | 8 |

| 26 | 9 |

| 6 | 4 | 16 |  | 8 |

| 26 | 9 |

| 4 |  | 8 | 13 | 2 | 7 |

| 23 | 12 |

## Ekonomi och infrastruktur
Ilmola har länge varit en stark bas för företag och i dag finns det nästan 1000 företag i kommunen. Enligt den årliga rapporten från föreningen Etelä-Pohjanmaan Yrittäjät har kommunen upprepade gånger varit en av de främsta företagsvänliga orterna. [17]
Den största industrianläggningen är Altias Koskenkorvafabrik, som framställer etanolråvara till Koskenkorva brännvin. Koskenkorva har blivit ett viktigt finskt varumärke som även är känt runt om i världen. Ilmola är framstående inom bio- och miljöekonomi.
I Rengonkylä i Ilmola ligger den privatdrivna Seinäjoki flygplats med internationella mått. Bandelen mellan Seinäjoki och Kaskö, även känd som Sydbottenbanan, går genom kommunen. Från Ilmola till Seinäjoki är det 17 km, till Vasa 70 km, till Tammerfors 150 km och till Helsingfors 360 km.

## Demografi

### Befolkningsutveckling
| Befolkningsutvecklingen i Ilmola kommun 1975–2020                                                            | Befolkningsutvecklingen i Ilmola kommun 1975–2020 | Befolkningsutvecklingen i Ilmola kommun 1975–2020 | Befolkningsutvecklingen i Ilmola kommun 1975–2020 | Befolkningsutvecklingen i Ilmola kommun 1975–2020 |
| --- | ------------------------------------------------- | ------------------------------------------------- | ------------------------------------------------- | ------------------------------------------------- |
| |                                                   |                                                   |                                                   |                                                   |
| År |                                                   |                                                   | Folkmängd                                         |                                                   |
| 1975 | 1975                                              |                                                   | 11 820                                            |                                                   |
| 1980 | 1980                                              |                                                   | 11 928                                            |                                                   |
| 1985 | 1985                                              |                                                   | 12 041                                            |                                                   |
| 1990 | 1990                                              |                                                   | 12 097                                            |                                                   |
| 1995 | 1995                                              |                                                   | 12 005                                            |                                                   |
| 2000 | 2000                                              |                                                   | 11 832                                            |                                                   |
| 2005 | 2005                                              |                                                   | 11 496                                            |                                                   |
| 2010 | 2010                                              |                                                   | 11 841                                            |                                                   |
| 2015 | 2015                                              |                                                   | 12 159                                            |                                                   |
| 2020 | 2020                                              |                                                   | 12 294                                            |                                                   |
| Anm: Uppgifterna avser förhållandena den 31 december nämnda år enligt områdesindelningen den 1 januari 2022. |                                                   |                                                   |                                                   |                                                   |

### Språk
Befolkningen efter språk (modersmål) den 31 december 2022. Finska, svenska och samiska räknas som inhemska språk då de har officiell status i landet. Resten av språken räknas som främmande. För språk med färre än 10 talare är siffran dold av Statistikcentralen på grund av sekretesskäl.
| Språk                        | Talare 2022-12-31 | Talare 2022-12-31 |
| Språk                        | Antal             | Andel (%)         |
| ---------------------------- | ----------------- | ----------------- |
| Hela befolkningen            | 12 369            | 100,0             |
| Inhemska språk totalt        | 12 165            | 98,4              |
| Finska                       | 12 138            | 98,1              |
| Svenska                      | 27                | 0,2               |
| Främmande språk totalt       | 204               | 1,6               |
| Turkiska                     | 58                | 0,5               |
| Estniska                     | 36                | 0,3               |
| Ryska                        | 19                | 0,2               |
| Rumänska                     | 14                | 0,1               |
| Engelska                     | 12                | 0,1               |
| Språk med färre än 10 talare | 65                | 0,5               |

|  | Finska (98,1 %) |

|  | Svenska (0,2 %) |

|  | Främmande språk (1,7 %) |

|  | Finska (98,1 %) |

|  | Svenska (0,2 %) |

|  | Främmande språk (1,7 %) |

## Kultur

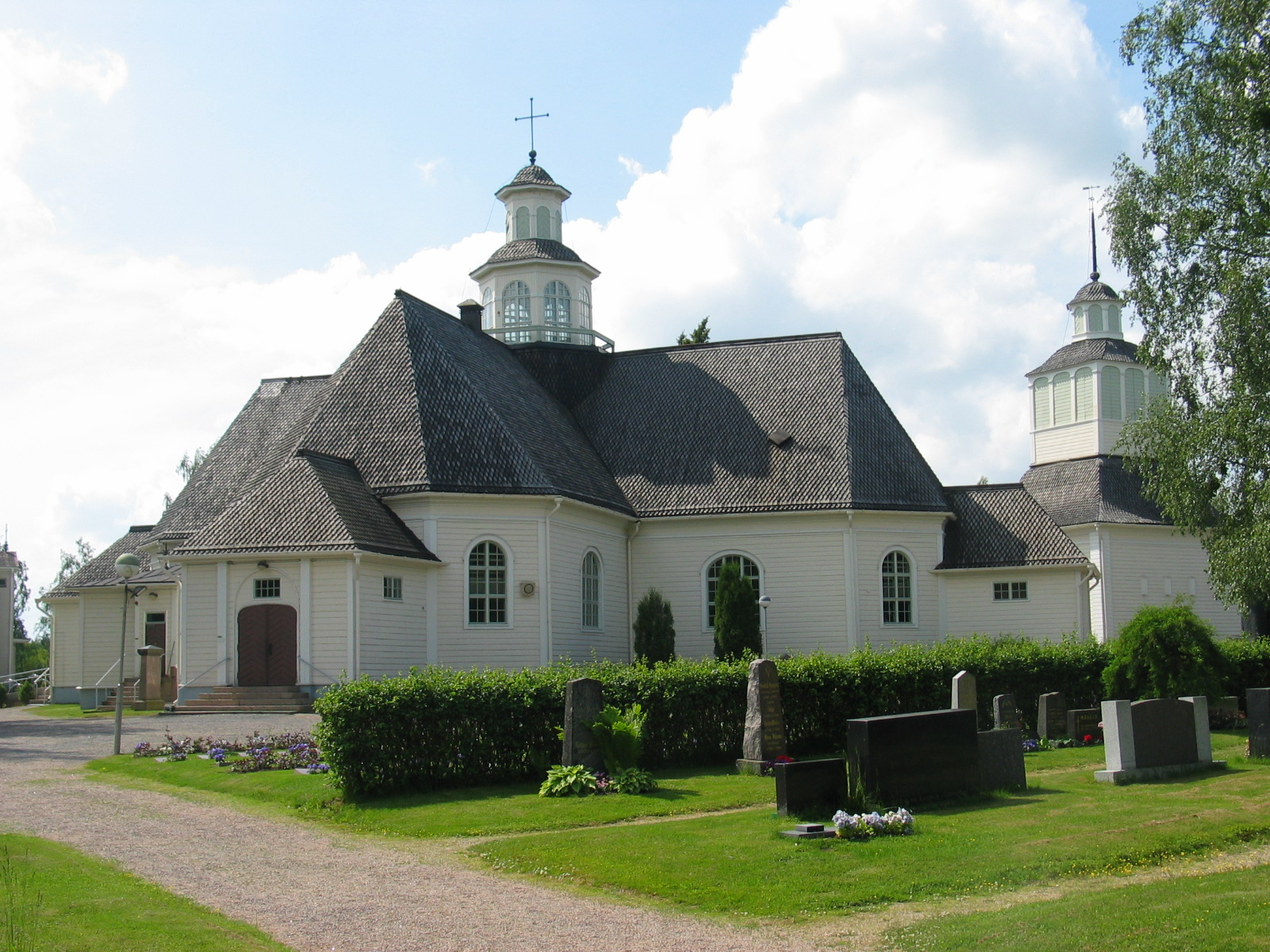
Ilmola kyrka.

Den årliga musikfestivalen Ilmajoen Musiikkijuhlat lockar tusentals operagäster i juni. Ilmola har många sevärdheter, speciellt för historieintresserade.

### Sevärdheter
- Fältet Ilkan kenttä med Ilkka-statyn från 1924 samt statyn Lakeuden raivaaja från 1954
- Minnesmärket vid Jaakko Ilkkas hem i Koskenkorva
- Yli-Laurosela gårdsmuseum, ett exempel på ett arkitektoniskt gammalt österbottenshus
- Ilmola museum
- De vackra urösterbottniska lad- och älvlandskapen i Alajoki
- Santavuori och dess vindkraftverk
- Lundarna i Tuoresluoma, skyddsvärd lund enligt Västra Finlands miljöcentral

Tuoresluoma, Loukasmäki-källan, Hassulanneva-källan och Kilsukylä-källan, värdefulla småvatten enligt Västra Finlands miljöcentral.

### Kända personer från Ilmola
Framgångsrika idrottare från Ilmola är spjutkastaren Tero Pitkämäki och brottaren Marko Yli-Hannuksela.